# Mini Hatch
Mini Hatch – samochód osobowy klasy aut miejskich produkowany pod brytyjską marką Mini od 2001 roku. W zależności od wariantu, samochód występuje pod nazwami Cooper, One lub Cabrio. Od 2023 roku produkowana jest czwarta generacja modelu.

## Pierwsza generacja

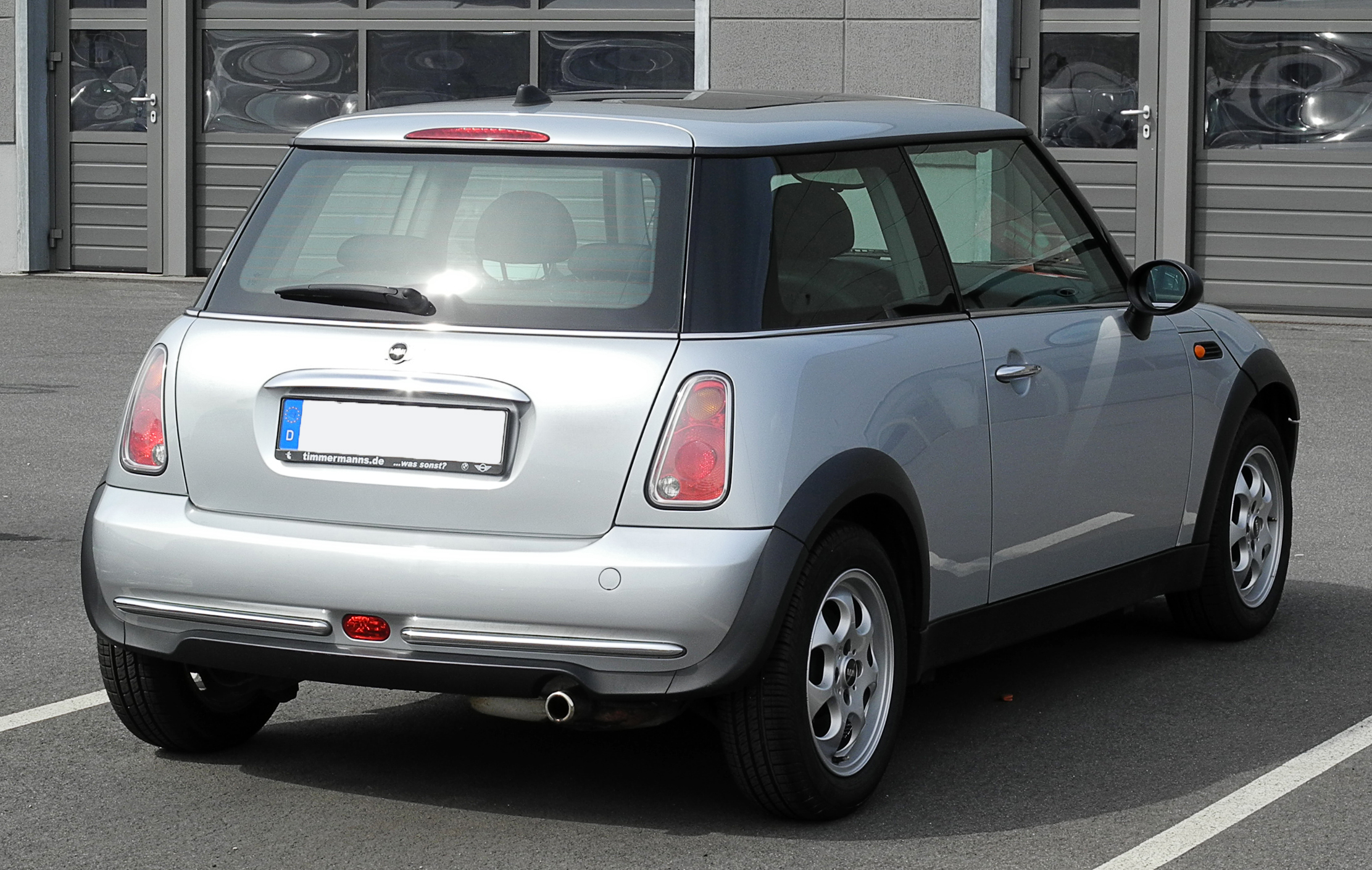
Mini One I - tył

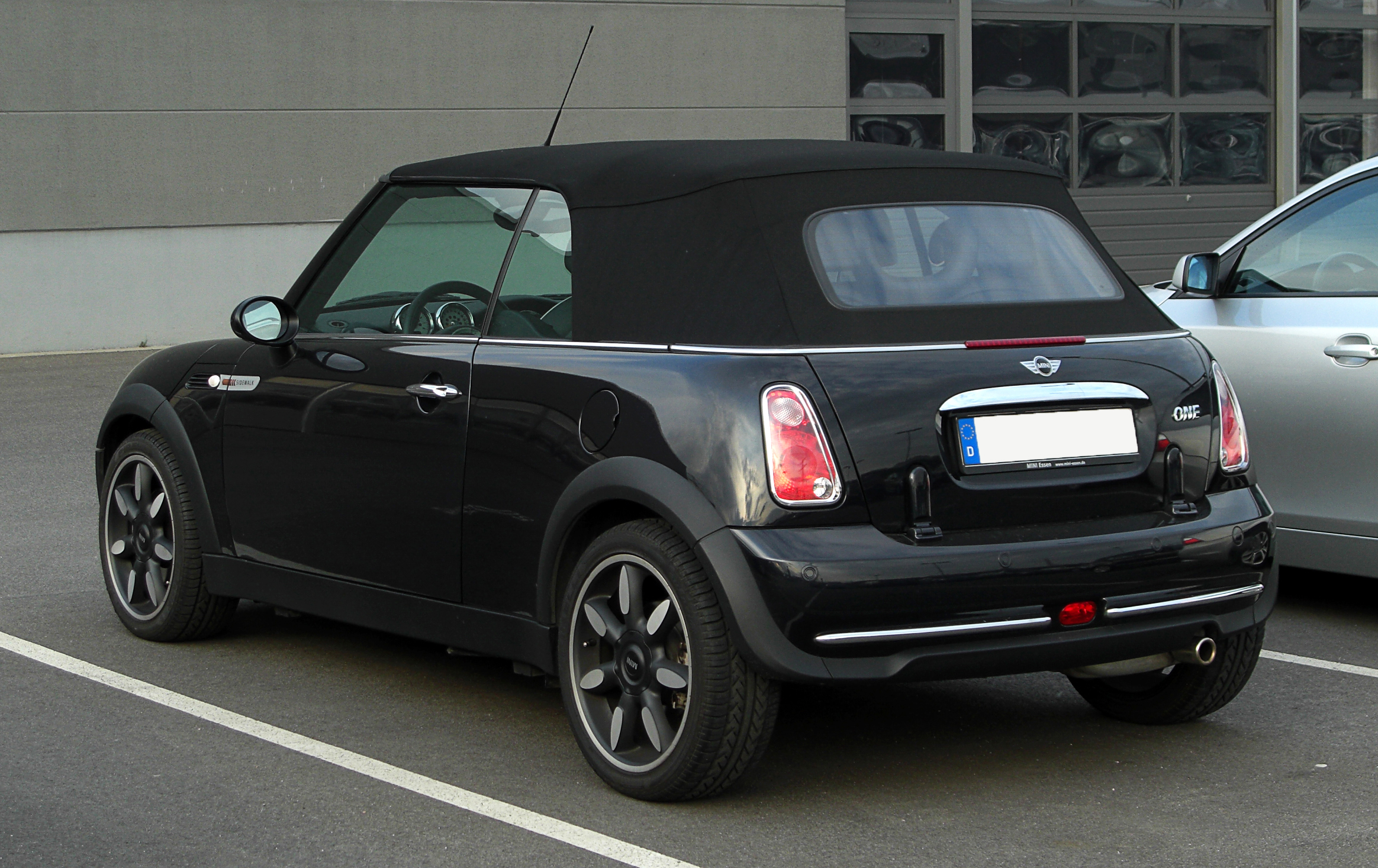
Mini Cabrio I

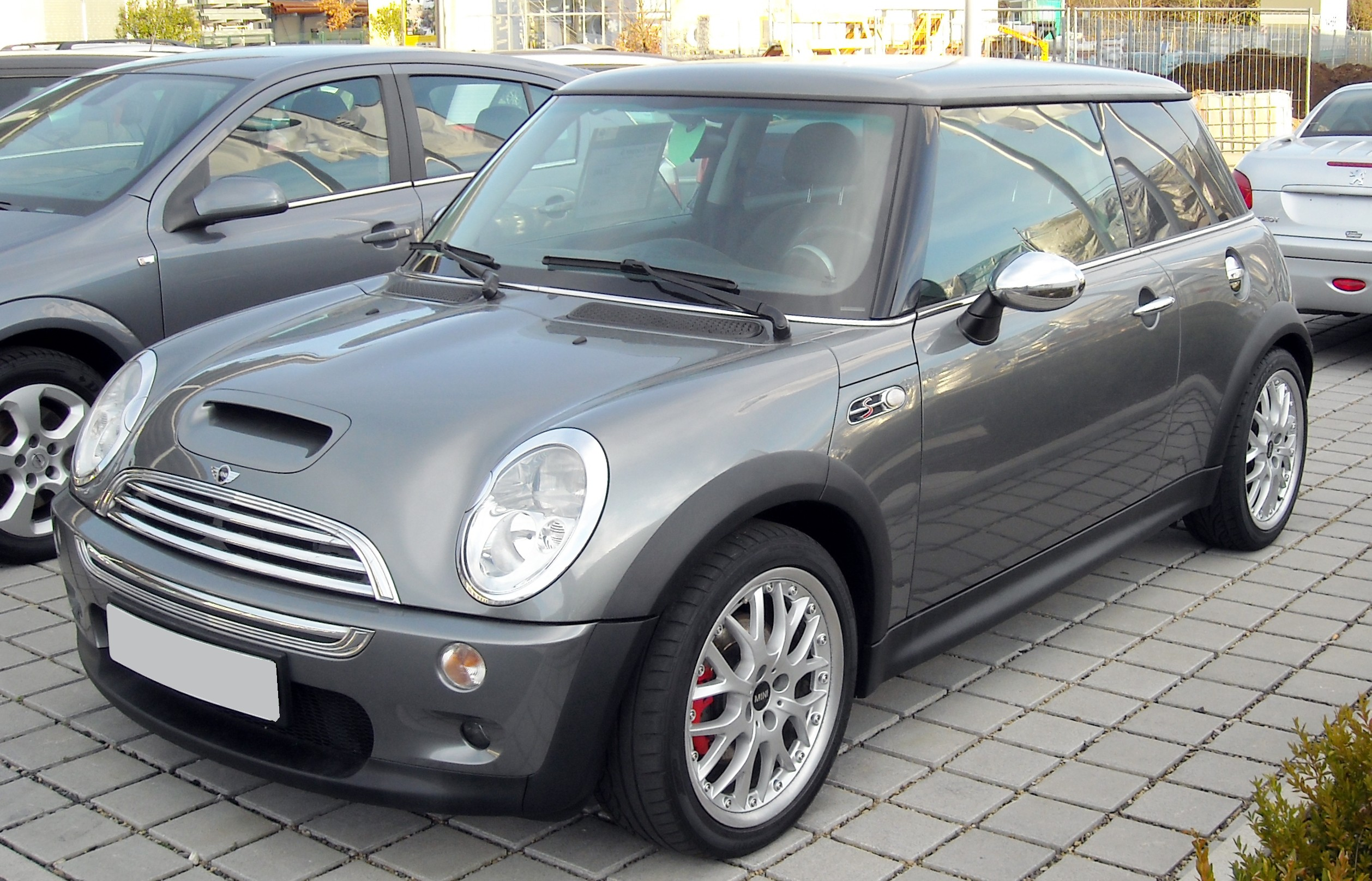
Mini Cooper I

Mini Hatch I zostało zaprezentowane po raz pierwszy w 2000 roku.
To pierwszy model Mini po przejęciu marki Mini przez niemiecki koncern BMW.  Samochód wzbudził furorę swoim wyglądem nawiązującym do klasycznego Mini. Cena auta była wysoka jak na ten segment, lecz otrzymywane wyposażenie było bardzo bogate. W 2004 samochód przeszedł face lifting. W 2006 zakończono produkcję modelu. Następca jest produkowany od 2007.
W 2003 wersja Cooper/Cooper S zdobyła tytuł North American Car of the Year.

### Cabrio
Mini Cabrio zostało zaprezentowane w 2004. Samochód występował w wersjach One, Cooper i Cooper S. Dach Cabrio rozkładany elektrycznie wykonany jest z materiału. Produkcję zakończono w 2008.

### Dane techniczne[5]
| Nazwa                                   | MINI One                                | MINI Cooper                             | MINI Cooper S                           | MINI One D1                             | MINI One CVT                            | MINI Cooper CVT                         | MINI Cooper S Automatic2                |
| Typ silnika / Pojemność silnika (cm³)   | benzynowy, R4, 1598 cm3                 | benzynowy, R4, 1598 cm3                 | benzynowy, R4, 1598 cm3                 | wysokoprężny, R4, 1364 cm3              | benzynowy, R4, 1598 cm3                 | benzynowy, R4, 1598 cm3                 | benzynowy, R4, 1598 cm3                 |
| Moc KM [przy obr. na min].              | 90 [5500]                               | 115 [6000]                              | 163 [6000] 170 [6000]2                  | 75 [4000] 90 [3000]3                    | 90 [5500]                               | 115 [6000]                              | 170 [6000]                              |
| Moment obrotowy (Nm na min.[obr. /min]) | 140 [3000]                              | 150 [4500]                              | 210 [4000] 220 [4000]2                  | 180 [2000] 190 [1800 – 3000]3           | 140 [3000]                              | 150 [4500]                              | 220 [4000]                              |
| Prędkość maksymalna (km/h)              | 185                                     | 201                                     | 203 222 2                               | 165 175 3                               | 170                                     | bd                                      | 220                                     |
| Przyspieszenie 0-100km/h (w sekundach)  | 10,9                                    | 9,3                                     | 7,6 7,2 2                               | 13,8 11,9 3                             | 12,7                                    | bd                                      | 7,7                                     |
| Zużycie paliwa cykl mieszany (l/100km)  | 6,5                                     | 6,7                                     | 8,4 8,62                                | 4,8                                     | 7,7                                     | bd                                      | 9,0                                     |
| Skrzynia biegów                         | manualna 5-biegowa                      | manualna 5-biegowa                      | manualna 6-biegowa                      | manualna 6-biegowa                      | automatyczna CVT                        | automatyczna CVT                        | automatyczna 6-biegowa                  |
| Napęd                                   | przedni                                 | przedni                                 | przedni                                 | przedni                                 | przedni                                 | przedni                                 | przedni                                 |
| Układ hamulcowy przód / tył             | hamulce tarczowe wentylowane / tarczowe | hamulce tarczowe wentylowane / tarczowe | hamulce tarczowe wentylowane / tarczowe | hamulce tarczowe wentylowane / tarczowe | hamulce tarczowe wentylowane / tarczowe | hamulce tarczowe wentylowane / tarczowe | hamulce tarczowe wentylowane / tarczowe |
| Opony (fabryczne)                       | 175/65 R15                              | 175/65 R15                              | 195/55 R16 87V                          | 175/65 R15 84T                          | 175/65 R15                              | 175/65 R15                              | 195/55 R16 87V                          |

1 – rozpoczęcie produkcji w 2003
2 – model wprowadzony w 2004
3 – model wprowadzony w 2005

## Druga generacja

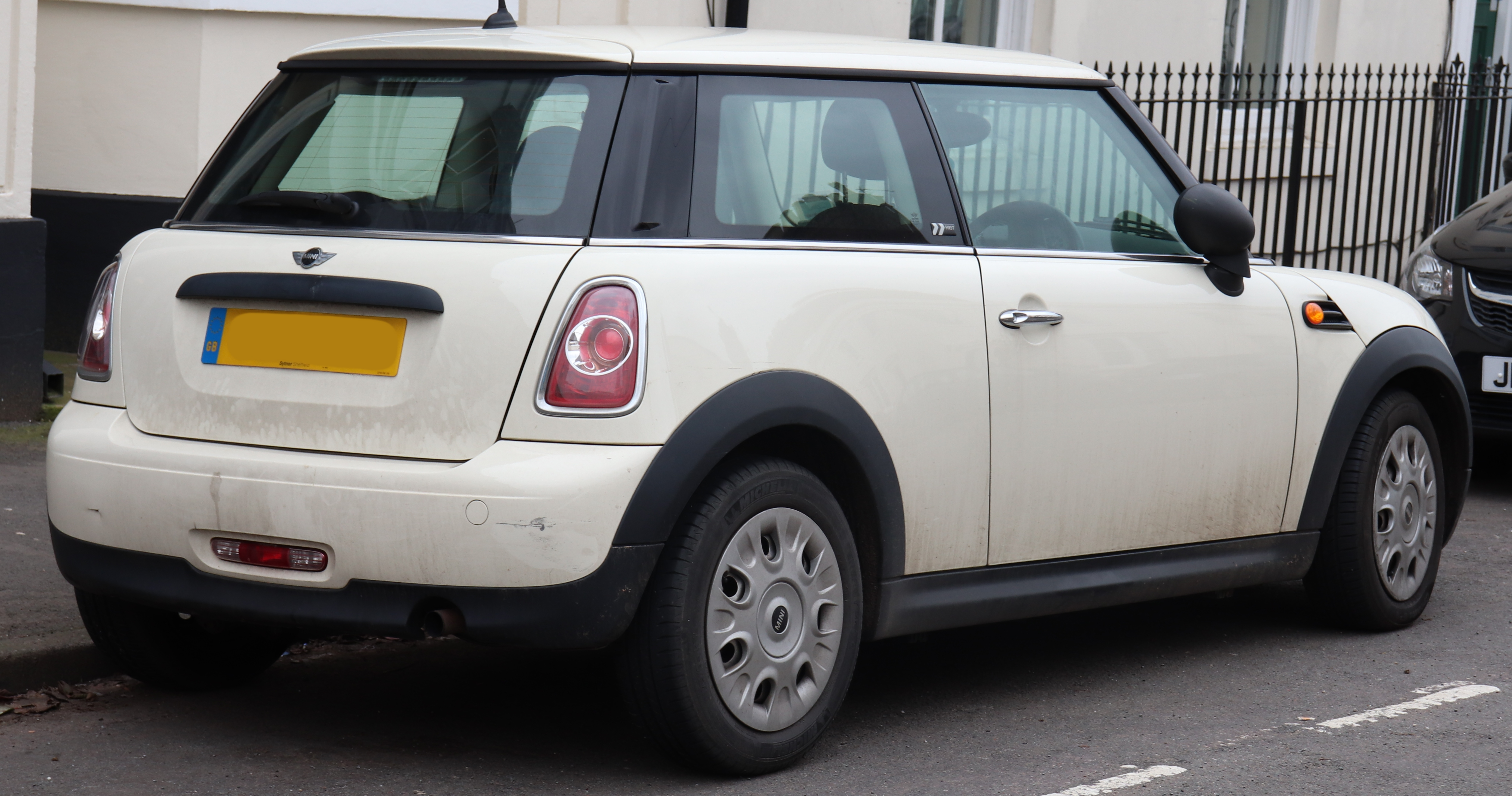
Mini One - tył

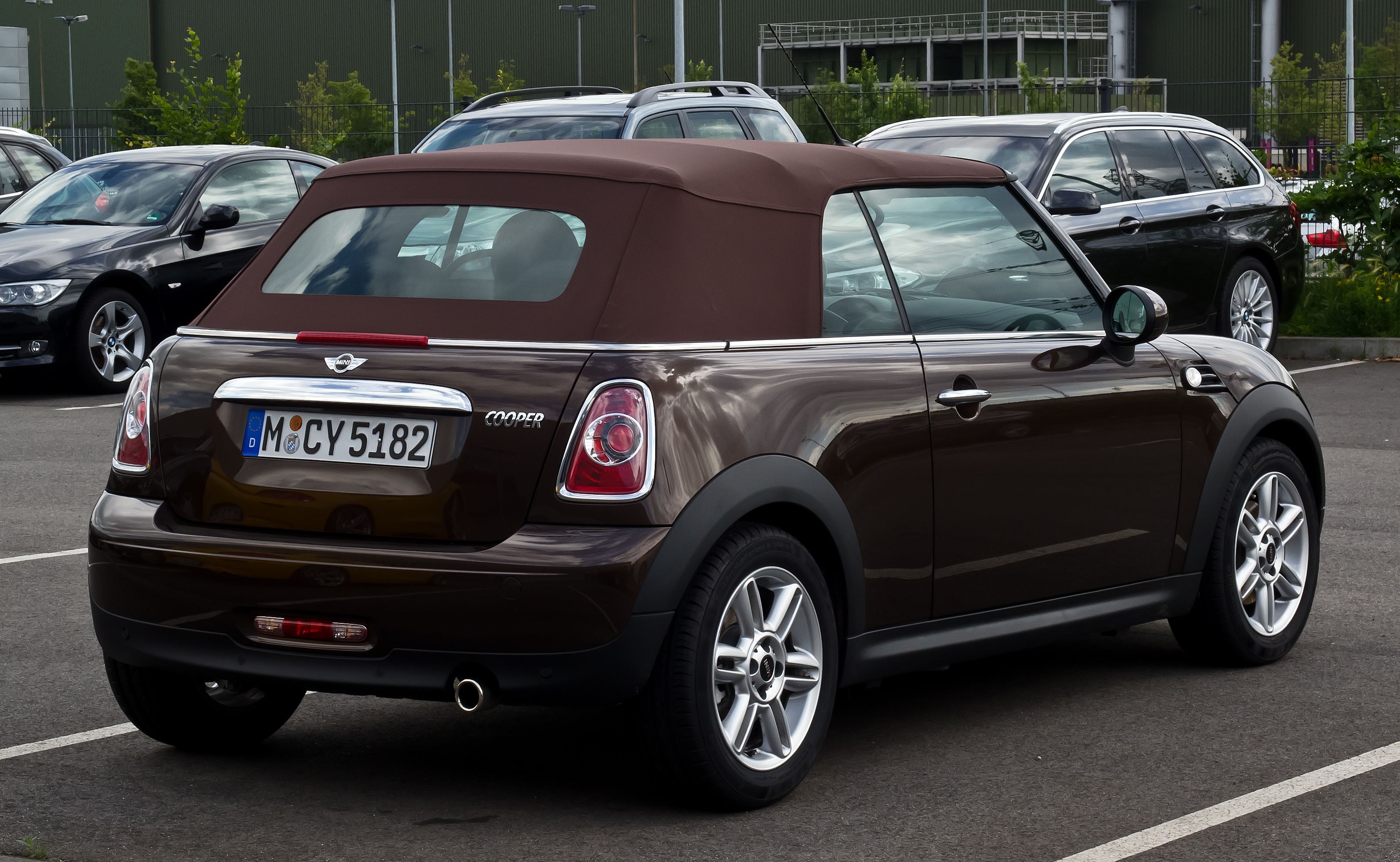
Mini Cabrio II

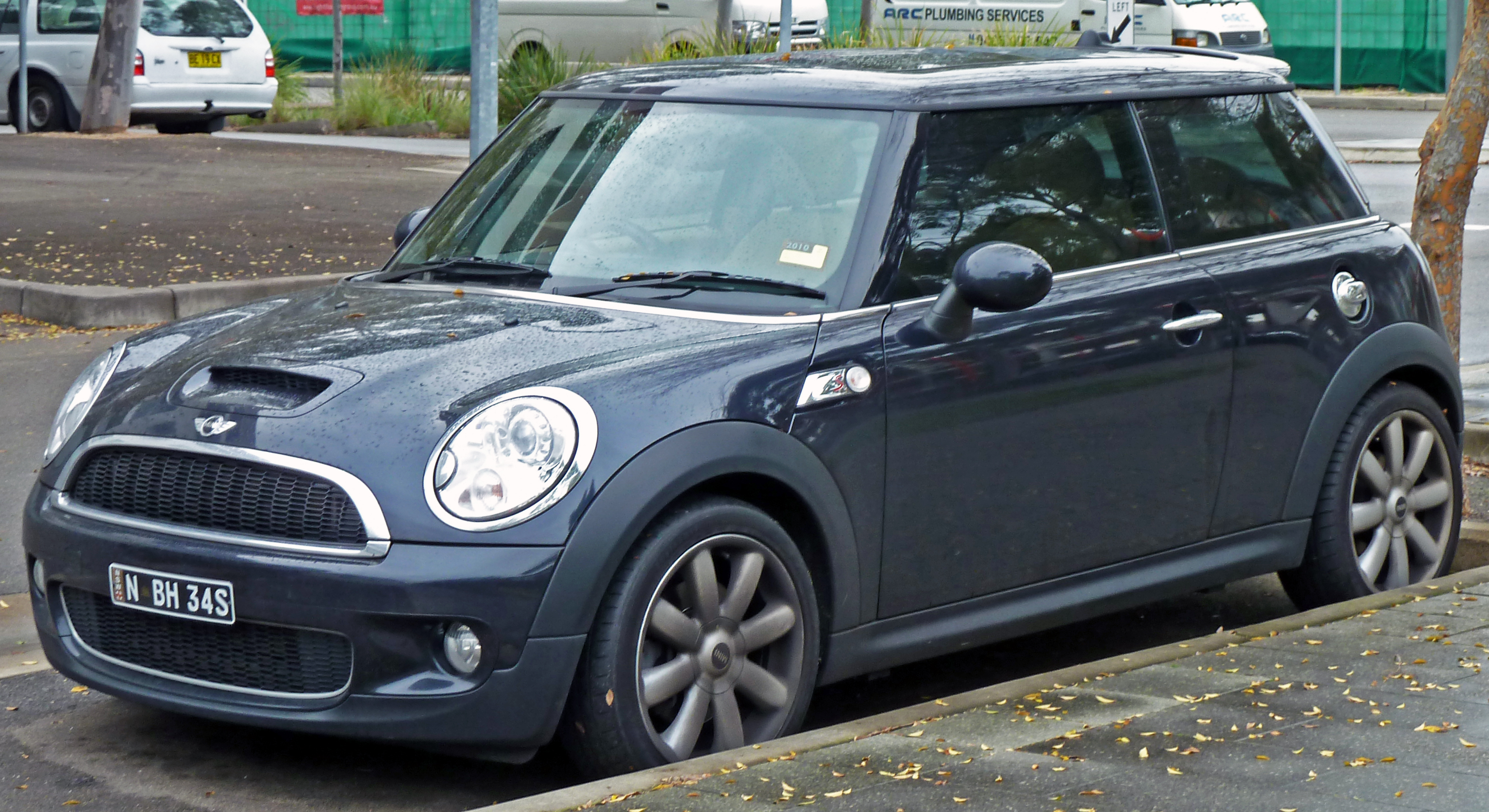
Mini Cooper II

Mini Hatch II zostało zaprezentowane po raz pierwszy w 2006 roku.
Samochód początkowo występował tylko jako 3-drzwiowy hatchback, ale w tym samym roku zaprezentowano model Clubman, który był jego wersją kombi. 
W 2008 pojawiła się wersja kabriolet. W 2010 przeprowadzono drobny facelifting. Wprowadzono nowy silnik turbodiesel Cooper SD o mocy 143 KM oraz opcję Mini Yours, która umożliwia indywidualną konfigurację samochodu. 
W listopadzie 2013 fabryka w angielskim Oxfordzie zakończyła produkcję Mini II generacji, który został wyprodukowany w ilości 1 041 412 egzemplarzy. 

### Cabrio
Druga seria Mini Cabrio II pojawiła się w 2008. Dach kolejnej generacji auta wykonano także z materiału. Można go otworzyć, jadąc z prędkością mniejszą niż 30 km/h. Czas otwierania dachu to 15 sekund. Gadżetem jest wskaźnik, który pokazuje czas użytkowania auta ze złożonym dachem.

## Trzecia generacja

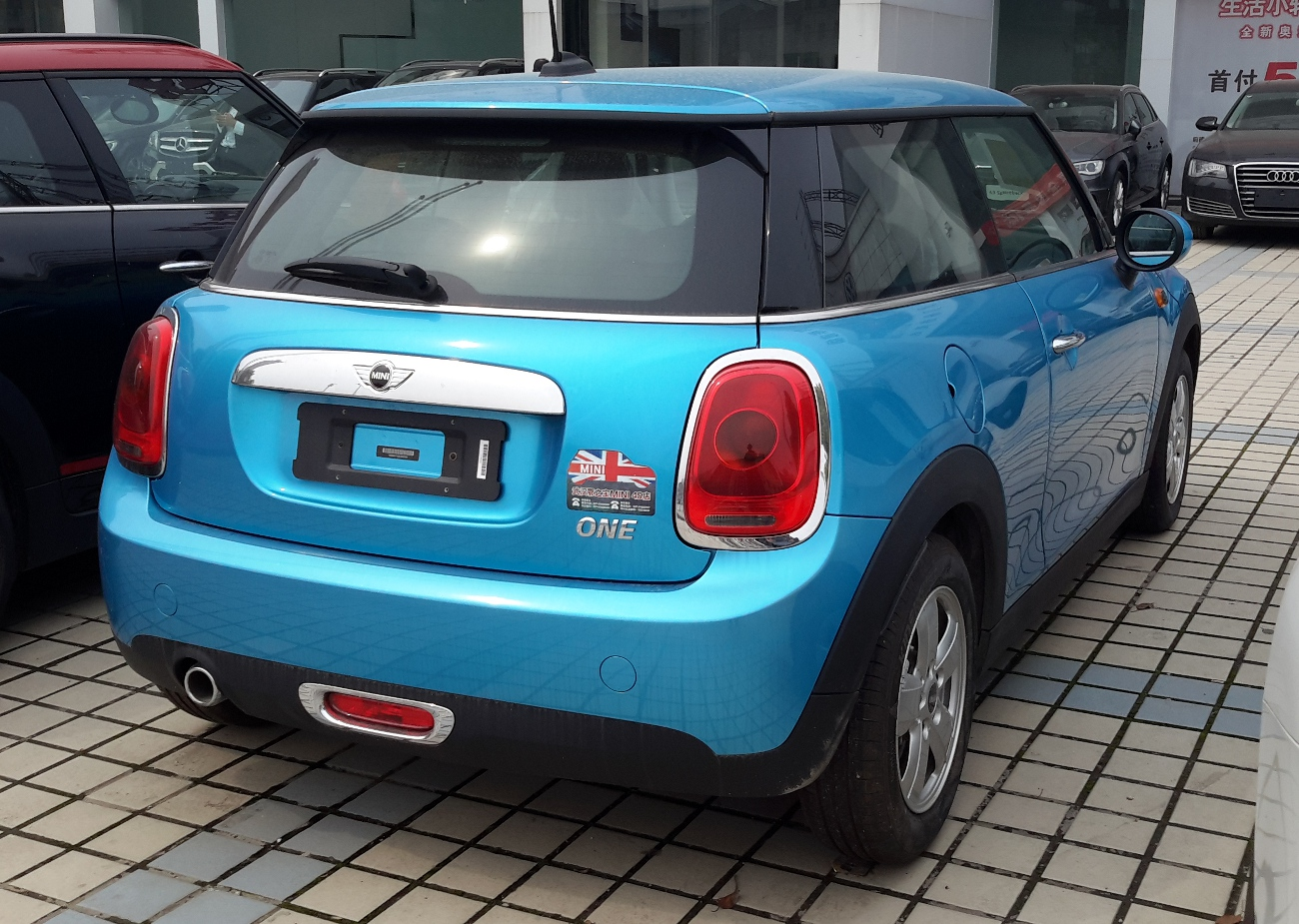
Mini One III - tył

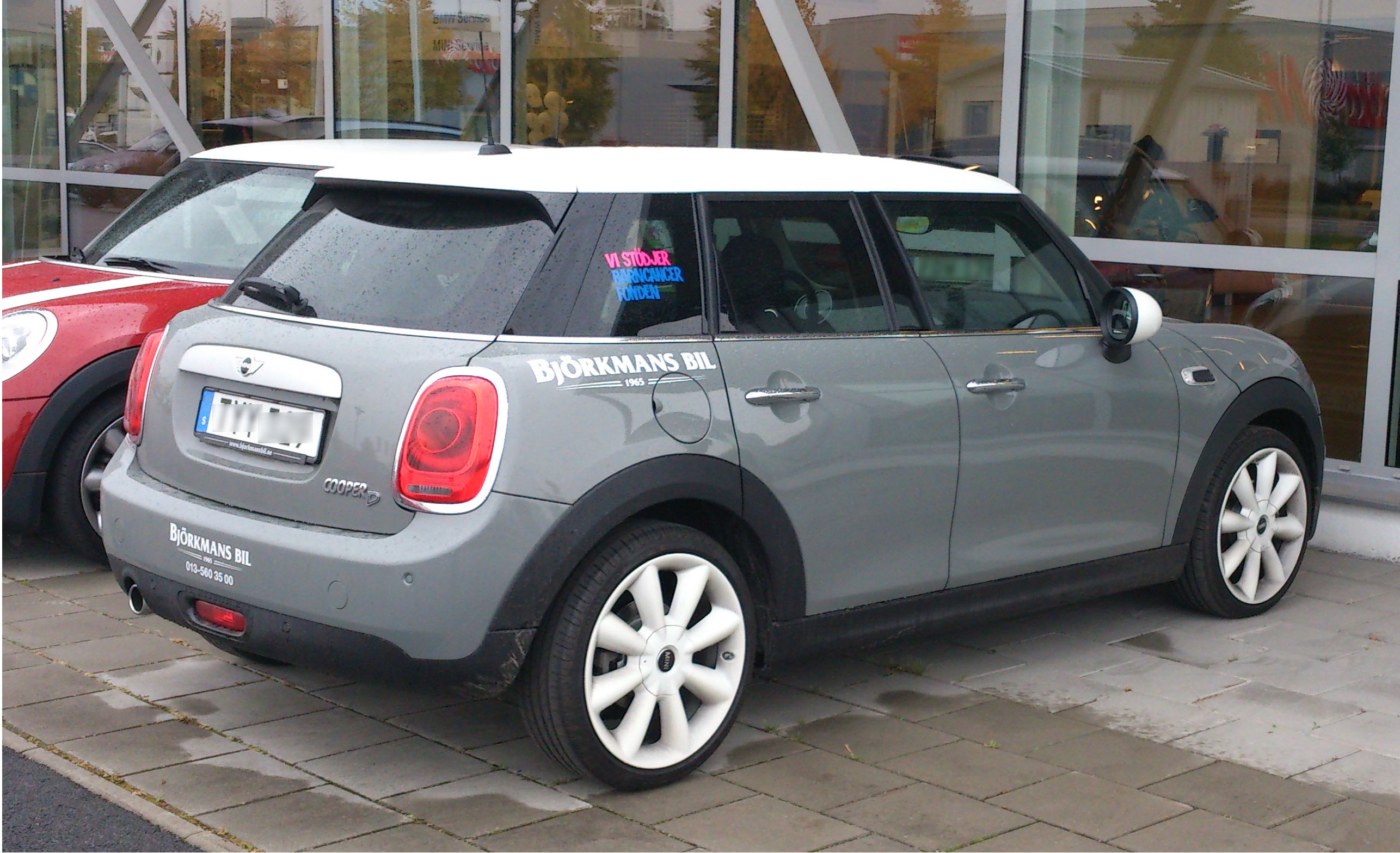
Mini Cooper III 5D

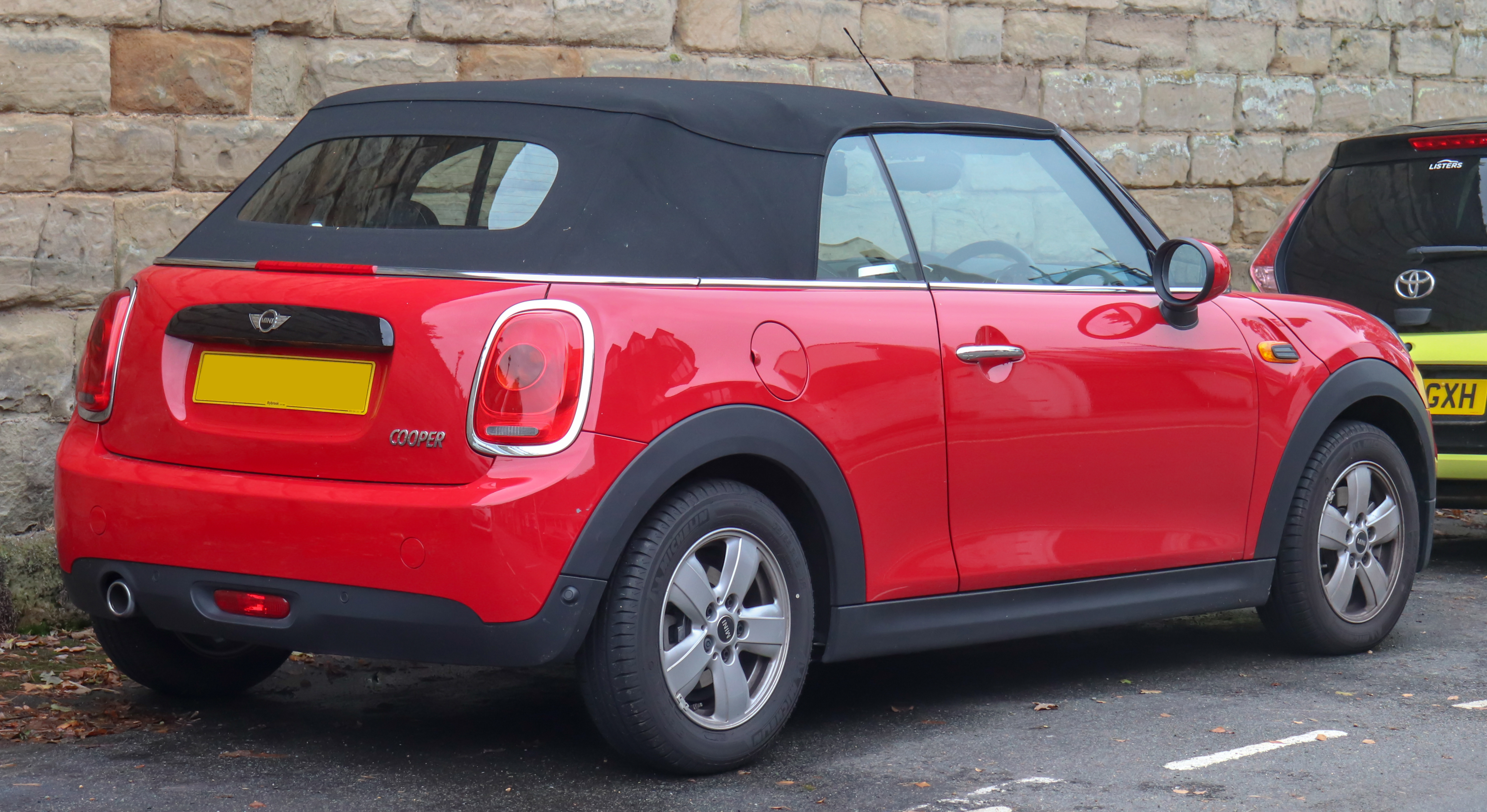
Mini Cabrio III

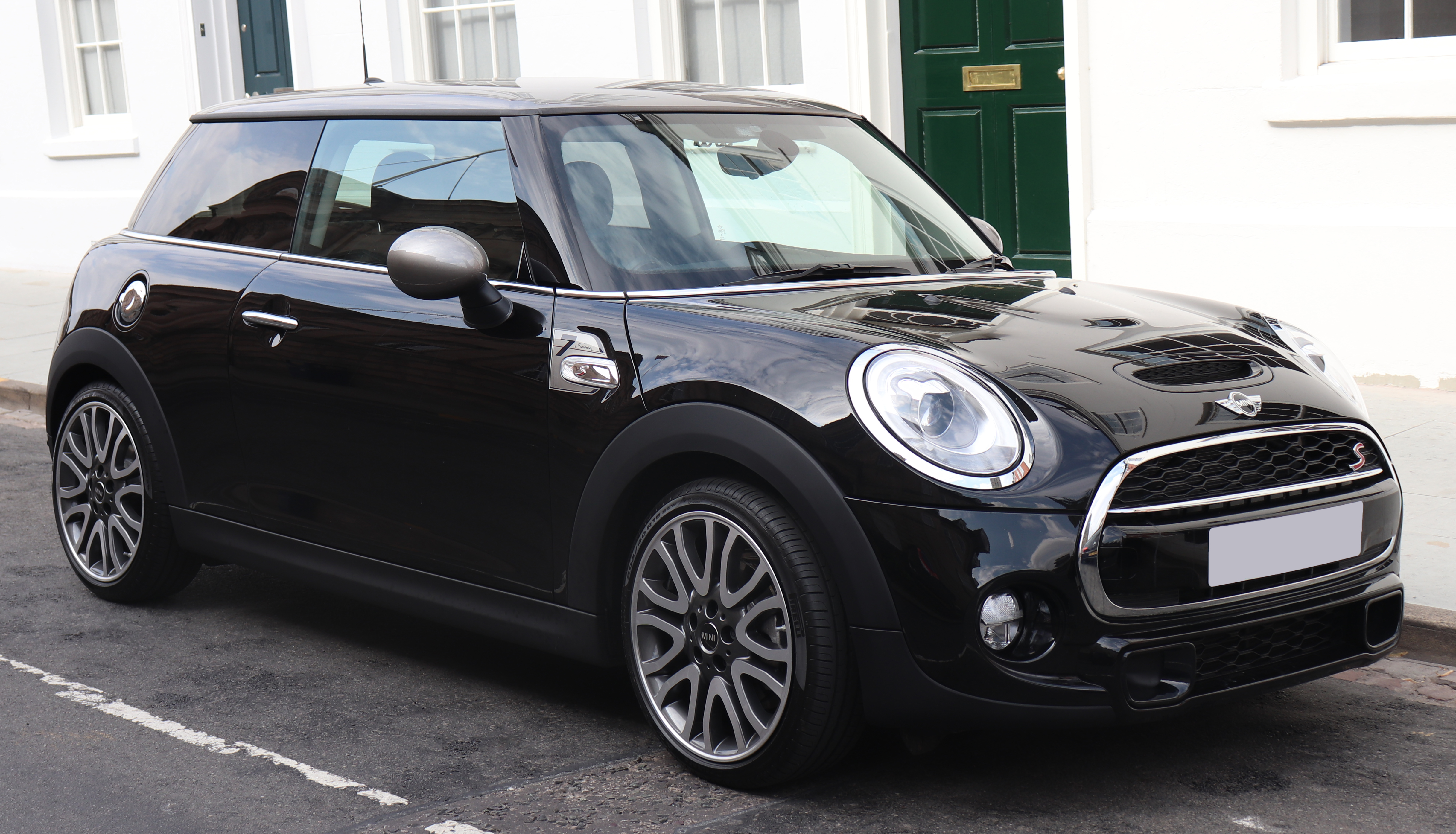
Mini Cooper III

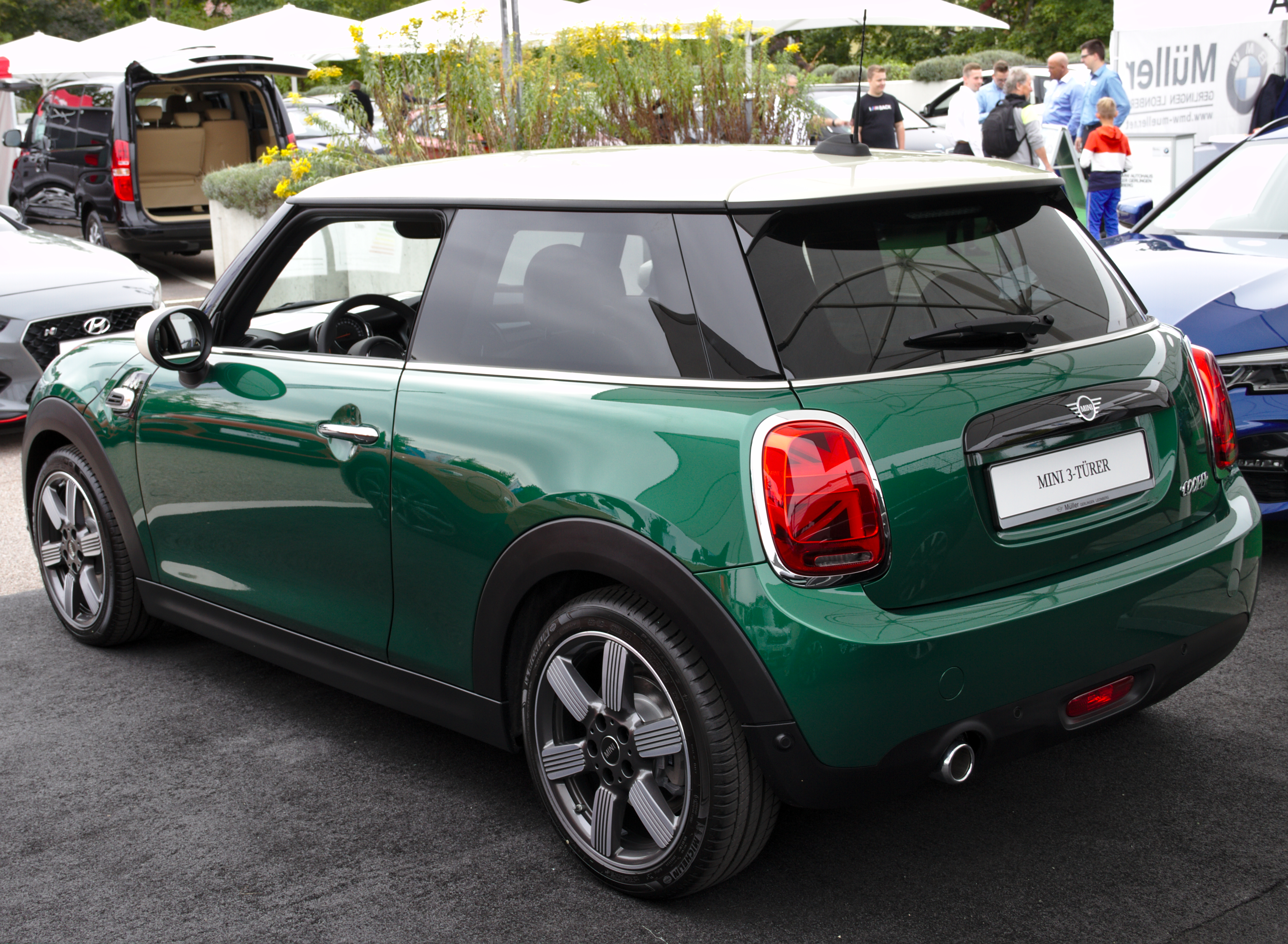
Mini Cooper III po liftingu

Mini Hatch III zostało zaprezentowane po raz pierwszy w 2013 roku.
Z zewnątrz auto wyróżnia m.in. nowa, sześciokątna osłona chłodnicy i reflektory zespolone ze światłami do jazdy dziennej (opcjonalnie wykonane w technologii LED). We wnętrzu zmieniono niepraktyczny prędkościomierz na duży wyświetlacz nawigacji.
Wraz z debiutem nowej generacji pojawiła się nowa rodzina silników korzystających z technologii TwinPower Turbo. Podstawowa, benzynowa jednostka napędowa ma trzy cylindry i pojemność 1499 cm³. Silnik rozwija moc 136 KM (między 4500 a 6000 obr./min.) i maksymalny moment obrotowy 240 Nm dostępny w zakresie od 1250 do 4000 obr./min. 
Trzy cylindry ma również nowy silnik Diesla o pojemności 1496 cm³. Jednostka generuje 116 KM i 270 Nm. Auto z tym silnikiem przyspiesza do 100 km/h w 9,2 s i osiąga prędkość 205 km/h.
Topowa odmiana - Mini Cooper S - napędzana jest czterocylindrowym silnikiem o pojemności dwóch litrów. Jednostka ta generuje moc maksymalną 192 KM, maksymalny moment obrotowy wynosi 280 Nm. W tej konfiguracji pojazd przyspiesza do 100 km/h w 6,8 s i rozpędza się do prędkości maksymalnej 235 km/h.
W czerwcu 2014 Mini - po raz pierwszy w historii marki - zaprezentowało Coopera w wersji pięciodrzwiowej. Samochód otrzymał o 7 cm większy rozstaw osi, o 16 cm zwiększyła się długość nadwozia. Dzięki temu na tylnej kanapie jest znacznie więcej miejsca, zwiększono również (o 67 l) pojemność bagażnika.
Pięciodrzwiowe Mini zadebiutuje w październiku 2014 na salonie w Paryżu, zaraz potem rozpocznie się jego sprzedaż. 
Od lipca 2014 zostaje poszerzona oferta jednostek napędowych stosowanych w trzydrzwiowej wersji Mini. Pierwszy silnik to dwulitrowy diesel o mocy 170 KM, który montowany będzie w Mini Cooper SD.
Natomiast druga jednostka trafi do nowej wersji Mini nazwanej One First. Jest to benzynowy, trzycylindrowy silnik o pojemności 1,2 l, który mimo doładowania i bezpośredniego wtrysku paliwa generuje zaledwie 75 KM mocy.
W grudniu 2014 zaprezentowano z kolei najmocniejszą odmianę Mini o nazwie John Cooper Works. Samochód napędzany jest benzynowym, doładowanym silnikiem o pojemności 2.0, który dzięki doładowaniu dysponuje mocą 231 KM i momentem obrotowym 320 Nm. Tym samym jest to najmocniejsze Mini w historii marki.
W styczniu 2015 Mini zaprezentowało nowy, bazowy model – One – w wersji z pięciodrzwiowym nadwoziem. Pięcioosobowe auto wyróżnia się wydłużonym o 72 mm rozstawem osi. Bagażnik ma pojemność 278 l (941 po złożeniu oparć tylnej kanapy). Źródłem napędu jest benzynowa, trzycylindrowa jednostka 1,2 Twin Power Turbo o mocy 75 KM. Samochód trafi do sprzedaży w marcu 2015.

## Czwarta generacja

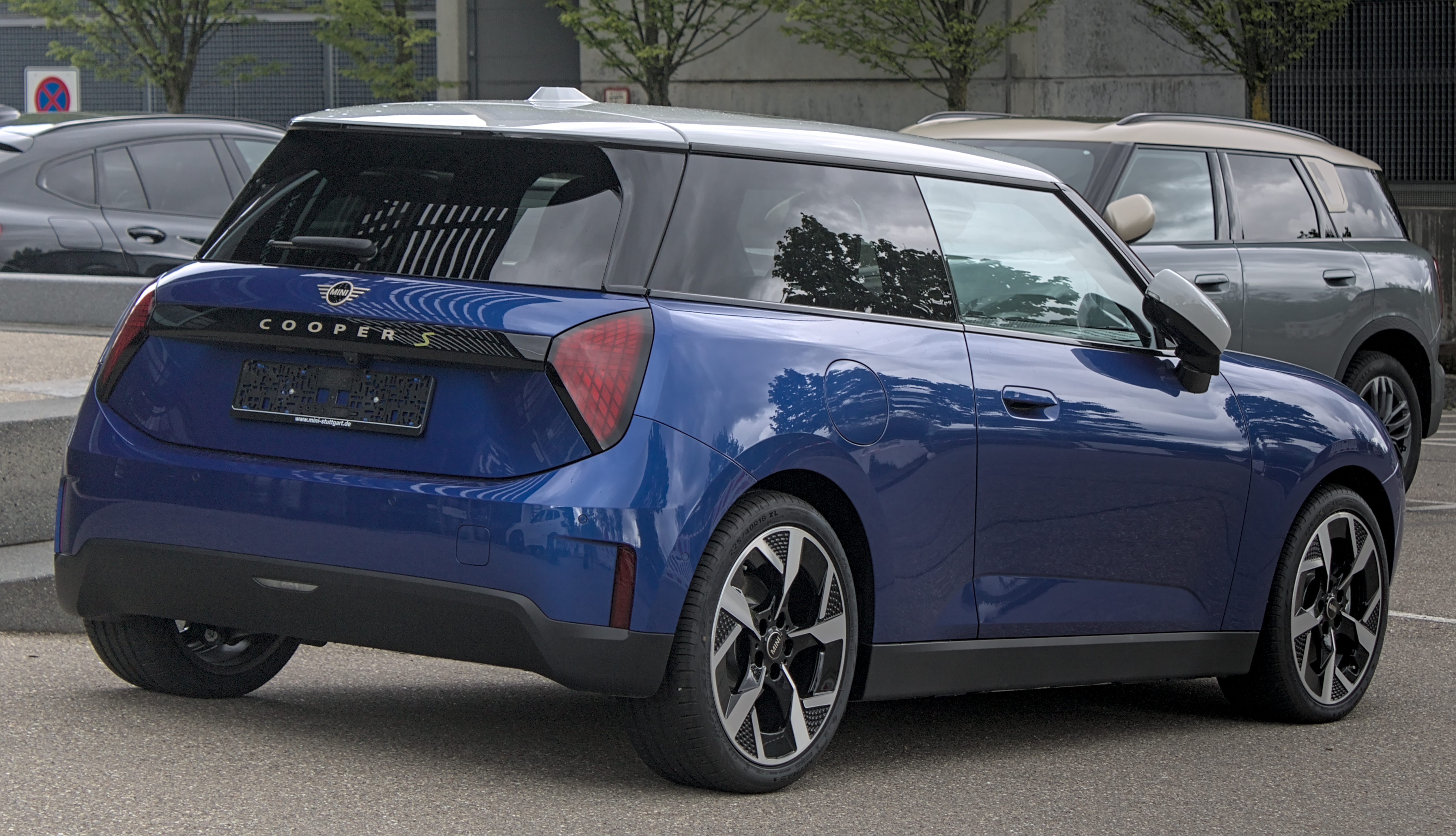
Mini Hatch E – tył

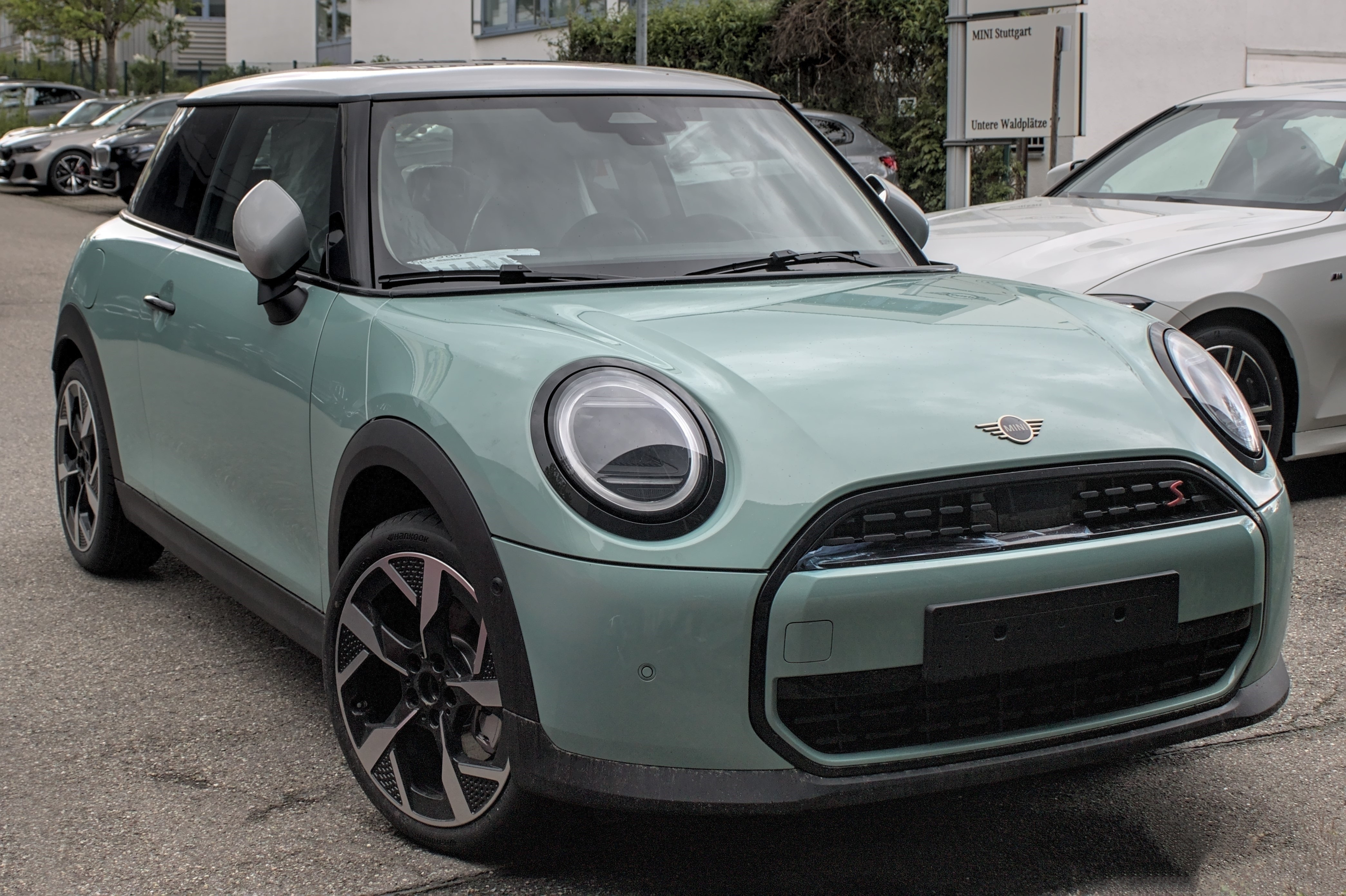
Mini Hatch VI

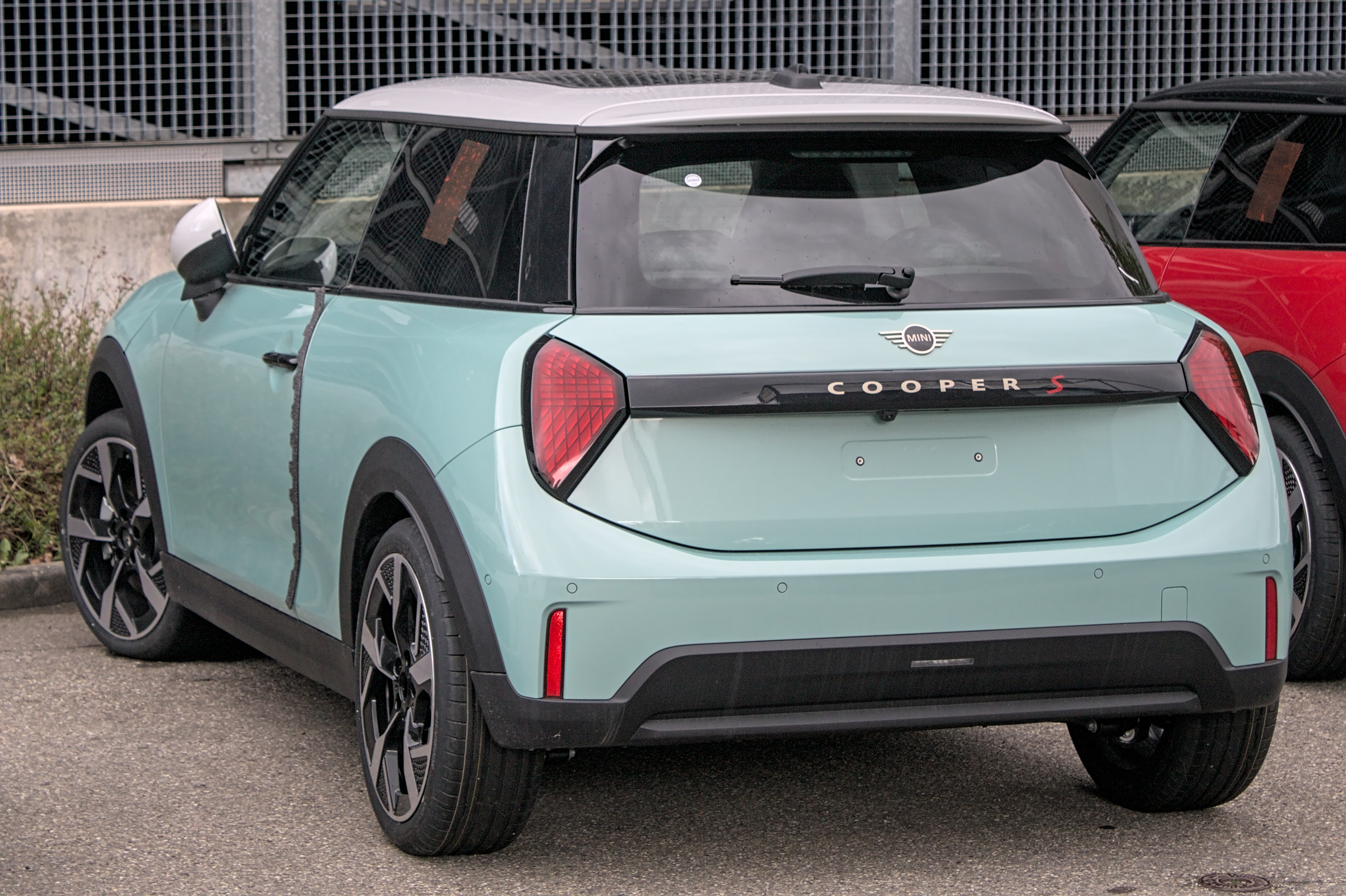
Mini Hatch VI – tył

Mini Hatch IV został oficjalnie zaprezentowany 1 września 2023. 
Czwarta generacja po raz pierwszy w historii modelu jest także dostępna w wersji elektrycznej. Jest to pierwszy samochód tej marki, który jest produkowany w Chinach. Publiczna premiera samochodu odbyła się na wystawie Internationale Automobil-Ausstellung w Monachium.
W lutym 2024 roku miała miejsce premiera spalinowego wariantu. 

### Cabrio
Czwarta generacja Mini Cabrio ma zostać zaprezentowana w 2025 roku. 